# 消費期限
消費期限（しょうひきげん）とは消費期間の限界すなわち消費期間の最終日時。
主に次の2つの意味で用いられる。
1. 食品の消費期限：「ある保存方法であれば品質劣化の心配なく食せる」と製造者が記載した食品の食用可能期限。
2. 食品以外の消費期限：化学変化を利用したり、あるいは時間の経過によって想定していない化学変化の発生する工業製品に製造者が定めた期限。

食品には消費期限の他に賞味期限がある。
- 消費期限：「安全に食べられる期限」期限を過ぎたら食べない方が良い。

- 賞味期限：「おいしく食べられる期限」期限を過ぎても色・味などに異状が無ければ食べて良い場合もある。

いずれも1）未開封　2）表記されている保存方法を守ること　が条件である。

## 日本の食品の消費期限
食品の消費期限は、食品衛生面での安全性に問題の出やすい生鮮食品や加工食品等に対して設定される。食品表示法第4条第1項の規定に基づく内閣府令である食品表示基準第2条第1項第7号において、「定められた方法により保存した場合において、腐敗、変敗その他の品質の劣化に伴い安全性を欠くこととなるおそれがないと認められる期限を示す年月日をいう。 」と定義されており、概ね5日以内に品質面で著しい品質低下が認められる食品や食材（例としては精肉や刺身、一部日配食品（パン、生菓子、弁当、惣菜など））は、この消費期限表記が義務付けられている。刺身や弁当など製造（調製）から消費期限までが短いものについては、年月日に加えて時刻まで表記されることもある。旧来の製造年月日表示に代わって、消費期限表記となったものである。
2003年（平成15年）7月に、食品衛生法及び日本農林規格等に関する法律に基づく表示基準が改正され、それらの法律による消費期限の定義は、次のように統一された。「消費期限とは、定められた方法により保存した場合において、腐敗、変敗その他の品質の劣化に伴い安全性を欠くこととなるおそれがないと認められる期限を示す年月日をいう」。さらに2013年（平成25年）には、上記のように食品表示基準に基づく定義となっている。
なお、5日を超える長期の保存が可能な食品については、「賞味期限」という別の表記がされる。
日本における食品の消費期限は、2008年2月24日の農林水産省および厚生労働省による新聞広告で次の様に解説されている。

### 食品消費期限と安全性
消費期限は一般に、平均化された所定の状況下での状態変化の度合いによって決定される。例えばセルフサービス式店舗の店頭ショーケースに並べられた食品は、明らかに輸送や陳列などの際に温度変化に晒され、冷蔵庫内にしまわれたままの食品よりも早く劣化する。こういった販売時における環境の変化といった事情を含めての消費期限ではあるため、保管環境によっては飲食に問題の無い場合もある。
生物の組織は死亡により腐敗の過程を始める。腐敗菌の増殖により、有毒物質が蓄積されてゆく。食物は病原性微生物の混入によるいわゆる食中毒の原因になるだけではない。代表的なカビ毒（マイコトキシン）のうち発癌性物質はアフラトキシン、ステリグマトシスチンの2種である。腐敗牛肉からは多量の発がん物質が検出される。がんの原因の約3分の1は食事が原因である。風味の低下と有毒物質が蓄積することもあるが、カビ毒など腐敗臭を伴わずに生成される有毒物質もある。加熱により細菌が死滅したり悪臭が消えても、それまでに生成された有毒物質が残存することもある。生鮮食品は、なるべく新鮮なうちに消費することが必要である。
食品業者は、消費者に対して、安全な食品を供給する責任と義務がある。食品の安全に関する虚偽は、建物の安全に関する虚偽と同様に、重大な犯罪であり、農林水産省は、食品表示110番などにより食品表示の監視を行っている。
日本で2007年に発覚し社会問題化した不二家製品に利用された牛乳の消費期限切れ問題では、実質的に健康被害事例は同社の過去に遡っての製品全般に関しての調査では問題が発見され報道されたものの、この消費期限切れ牛乳の使用とは直接的な関係はみられない。
ただ「消費期限切れの食品を飲食した場合」の一般的なイメージである「健康被害を受ける（腹を下す）」という消費者の不安を煽り得る要素でもあるため、実際問題として品質に問題が無かったとしても、他の健康被害事例の顕著化にも伴い、同社は消費者や社会よりの不信感を被っている（→不二家期限切れ原材料使用問題）。

### 消費期限切れ食品の再利用
一般に消費期限を過ぎた食品は店頭から撤去され、古くはそれら人間の飲食に適さない食品は食品廃材として肥料や家畜飼料として用いられもしたが、残飯を含むごみの処分に関わる法的規制が厳しくなった事や、農業関係者らが残飯を使わなくなったこともあり、焼却処分される事も多い。ただ、2000年代よりはコンビニエンスストアなどから出た消費期限切れの弁当などを家畜飼料としたり、生ごみ処理機を使用して肥料に加工した上で、再利用する動きも見られる。
例えば日本のサークルKサンクスでは、2005年6月6日の同社プレスリリースによれば、実験的ながら同社店舗から排出された生ごみを肥料化、これを利用して栽培された作物を同社の弁当に利用するという再循環の試みを行っている。
21世紀以降は、地球温暖化による穀倉地帯の被害や人口爆発といった理由にもより、2000年代現在では紛争地域や政治的混乱の多い発展途上国で顕著な飢餓の問題が拡大し、世界的な食糧不足の悪化も懸念されるなど、循環型社会の早期構築や食料自給率の向上なども各国の重要課題として出てきている。このため、不可食部や食品廃棄物の再利用など、食料の有効利用への取り組みは活性化の様子も見られ、付随して賞味期限切れ食品を、飼料や肥料・工業原料にするなどといった、他の用途への再使用を行う動きもおこっている。

## イギリスでの食品の期限表示
イギリスでは、best before date と use by date の二通りの期限が使われている。前者は日本の賞味期限に類似し、後者は日本の消費期限に類似する。オーストラリア、ニュージーランドも同様である。
best before date は、良好な品質が保持される期限を示しており、この期限が過ぎた後も、その食品を食べることが可能な場合がある。コーデックス委員会は、best before date （date of minimum durability）について、次のように定義している。「ある保存条件の下で、製品が完全な市場性を有し、かつ、黙示的又は明示的に表示されたいかなる特定の品質をも保持する期間の終期を明らかにする日付を意味している。しかしながら、その日付を過ぎても、その食品は依然として完全に満足し得ることもある」。
use by date は、細菌の繁殖や変性による毒物の生成などに関する、安全性の期限を示しており、この期限が過ぎた後は、その食品を食べることはできない。また、期限を付け直すこともできない。コーデックス委員会は、use by date を次のように定義している。「記載された保存条件のもとで、その期間を過ぎれば、その製品は消費者が通常期待する品質特性を多分失うであろう、と推定される期間の限度を示す日付である。その日付を過ぎたならば、その食品は販売できるとは見なすべきではない」。

## 食品以外の消費期限
電池・使い捨てカイロ、写真フィルムなどの化学変化によって機能する製品に対して、これら消費期限（使用推奨期限などとも）が設定される事もあるが、こちらは法的な規制があっての事ではなく、製造企業が製品の性能（品質）を保証し得る期限である。
同期限内において、規定の性能を満たし得ない工業製品はいわゆる不良品であるが、特に乾電池では、長期間店頭に売れ残った場合に発生する自然放電（プラズマ放電ではなく、内部の化学変化によって電力を発生させられる量が内容物劣化に伴い、低下してしまう事）が起き易いため、食品同様に消費期限（使用推奨期限）が設定されている。
アルカリ電池など大電流を発生させられる二次電池ほど劣化しやすく、長期間使用される時計の電池に利用すると、劣化して価格の割に使用期間が短いだけではなく、液漏れにより、使用機器に損傷を与える危険も大きい。

### 医薬品などの使用期限
食品や乾電池、フィルムなどと同様に、時間の経過と共に品質が劣化する品物にも使用期限が設定されている。
- 医薬品（有効期間と使用期限が使い分けられている）
- コンドーム
- プリンタのインク、トナー
- 自動車内に備え付けてある非常用の発炎筒
- 消火器

他
いずれも紫外線・酸化、保存の温度や湿度による、成分の化学変化や劣化によるもので、医薬品の場合は、副作用の原因となり、コンドームの場合は、使用中の破損で避妊の役をなさなくなる。発炎筒では、正しく機能しなかったり期限切れは車検が通らなくなる。